# Någon att älska
Någon att älska («Alguien a quien amar» en sueco) es una película dramática y de porno blando sueca de 1971 dirigida y escrita por Joseph W. Sarno. Está protagonizada por Marie Liljedahl, Tommy Blom y Lennart Lindberg.
La película es una secuela de Jag - en oskuld de 1968.

## Argumento
Tras los eventos de la película anterior, Inga se ha mudado recientemente a Estocolmo y rápidamente se hace amiga de los vecinos de la casa donde vive. Se enamora de uno de ellos, el músico pop Rolf, y un amigo de él, Lothar, consigue un trabajo para ella con el escritor Stig. Inga y Stig comienzan una relación, pero Inga pronto descubre que Stig ha estado manteniendo una relación incestuosa con su propia hija Greta durante varios años. Stig muere en un accidente automovilístico y Greta luego acusa a Inga de causar la muerte de su padre. Greta tiene la intención de matar a Inga, pero en su lugar terminan haciendo el amor. Pero el amor no dura cuando Inga deja a Greta por Rolf, que ha encontrado trabajo en Copenhague.

## Reparto
- Marie Liljedahl - Inga Dahlman.
- Tommy Blom - Rolf Andersson.
- Lennart Lindberg - Stig Tillström.
- Inger Sundh - Greta Tillström.
- Harriet Ayres - Marianne.
- Lennart Norbäck - Lothar.
- Lissi Alandh - Anne, matrona del burdel.
- Lasse Svensson - Lennart.
- Göran Lagerberg - Tom.
- Maria Wersall - Mette.
- Jeanette Swensson - Susana.
- Liliane Malmquist - Luisa.
- Jack Frank - invitado a la fiesta de Anne.
- Kim Frank - invitada a la fiesta de Anne.

## Producción
La grabación tuvo lugar en el estudio de Movie Art of Europe AB en Nacka durante 50 días entre el 15 de octubre y el 15 de diciembre de 1969. El productor fue Vernon P. Becker, el fotógrafo Max Wilén y el editor Ingemar Ejve. Sven-Olof Walldoff compuso música original para la película y, de lo contrario, se utilizó música de Björn Ulvaeus, Benny Andersson y Peter Himmelstrand. La película se estrenó el 1 de marzo de 1971 en el cine Cinema de Västerås y tiene una duración de 97 minutos.